# FESTin 2016
Das FESTin 2016 war die siebte Ausgabe des FESTin-Filmfestivals (offiziell: FESTin – Festival de Cinema Itinerante da Língua Portuguesa, zu deutsch: Wanderndes Filmfestival der portugiesischen Sprache), ein jährliches Filmfestival für Filme des portugiesischen Sprachraums.
Es fand vom 7. bis zum 11. Mai 2016 im Lissabonner Cinema São Jorge statt, erneut mit Workshops, Gesprächsrunden und Musik zusätzlich zu den Filmvorführungen. 80 Filme aus allen neun Ländern der Gemeinschaft der Portugiesischsprachigen Länder wurden gezeigt. Im Rahmen des wandernden Festivals fand ein Teil des Festivals in São Tomé und Príncipe statt, wo Filme in der Hauptstadt São Tomé aufgeführt wurden, im dortigen brasilianischen Kulturzentrum (Centro Cultura Brasil, heute Instituto Guimarães Rosa) und dem dortigen Kulturzentrum (Centro Cultura Português) des portugiesischen Kulturinstituts Instituto Camões. Ein weiterer Arm des Festivals wurde im brasilianischen Ceará ausgerichtet.
Mit dieser Ausgabe wurde der Troféu Pessoa als der bisher namenlose Filmpreis des Festivals eingeführt. Der Namensgeber der vom brasilianischen Bildhauer Marcos Marin entworfenen Figur des Preises ist der portugiesische Dichter und Schriftsteller Fernando Pessoa (1888–1935) und sein vielzitierter Ausspruch, seine Heimat sei die portugiesische Sprache. Der Troféu Pessoa zeichnet Filme in mehreren Kategorien aus, neben weiteren Festivalpreisen. In der Berichterstattung erlangte der Name der Auszeichnung danach jedoch kaum Bekanntheit.

## Preisträger
- Bester Langfilm (Jury: Filipe Henriques (Guinea-Bissau), José Carlos de Oliveira (Portugal), Halder Gomes (Brasilien)):
  - Jurypreis: Ausência (Brasilien, Regie: Chico Teixeira)
  - Publikumspreis: A Família Dionti (Brasilien, Regie: Alan Minas)
    - Nennung ehrenhalber: Amores Urbanos (Brasilien, Regie: Vera Egito)

  - Beste Schauspielerin: Adriana Esteves (für Mundo Cão, Brasilien)
  - Bester Schauspieler: Cláudio Jaborandy (für A História da Eternidade, Brasilien)
  - Bester Regisseur: Camilo Cavalcante  (für A História da Eternidade, Brasilien)
  - Bester Langfilm (Troféu Pessoa): A História da Eternidade (Brasilien)

- Bester Kurzfilm (Jury: Hugo Gomes (Portugal), Adriana Barroso Botelho (Brasilien), Nina Vigon Manso (Portugal)):
  - Publikumspreis: Histórias com Música (Angola/Portugal, Regie: Fernando Morais (Cibelo))
  - Publikumspreis: Bá (Brasilian/Japan, Regie: Leandro Tadashi)

(beide Filme Publikumspreis, durch unentschieden gleiche Stimmenzahl ausgezeichnet)
- - Bester Kurzfilm (Troféu Pessoa): De que lado me olhas (Brasilien, Regie: Carolina de Azevedo und Elena Sassi)

- Bester Dokumentarfilm (Jury: Raquel Pacheco (Brasilien), Clemente Tsamba (Mosambik), Carlos Paca (Angola)):
  - Bester Dokumentarfilm (Publikumspreis): Olhar de Nise (Brasilien, Regie: Jorge Oliveira und Pedro Zoca)
  - Bester Dokumentarfilm (Jurypreis): Olhar de Nise (Brasilien, Regie: Jorge Oliveira und Pedro Zoca)
  - Bester Dokumentarfilm (Troféu Pessoa): Central (Brasilien, Regie: Tatiana Sager und Renato Dorneles)[2]